# Równoważnik elektrochemiczny
Równoważnik elektrochemiczny (oznaczany symbolem: k) – wartość stosowana w elektrochemii równa masie substancji wydzielonej przy przepływie przez elektrolit ładunku elektrycznego 1 C. Jego wartość jest zależna od wydzielającej się substancji, ale jest niezależna od temperatury, stężenia roztworu, ani od geometrii elektrod.